# Mons, Var
Mons là một xã, thuộc tỉnh Var trong vùng Provence-Alpes-Côte d’Azur, Pháp. Xã này có diện tích 76,63 km², dân số năm 2006 là 863 người. Xã này nằm ở khu vực có độ cao trung bình 811 mét trên mực nước biển. Mons thuộc cộng đồng các xã Pays de Fayence